# Anne van Leeuwen
Anne Gerard (Anne) van Leeuwen (Driebergen-Rijsenburg, 31 januari 1962)  is een Nederlands diplomaat. Hij diende als consul en ambassadeur in verschillende landen.

## Biografie
Van Leeuwen studeerde in 1988 af in culturele antropologie aan de Universiteit van  Amsterdam. Hij werkte voor verschillende directies op het ministerie van Buitenlandse Zaken en werkte op diplomatieke posten in Paramaribo (1993-1996), Jakarta (1996-2002), Ottawa (2002-2006) en als consul-generaal in Toronto (2013-2017).
In maart 2017 werd bekendgemaakt dat hij zou aantreden als ambassadeur in Paramaribo. Hij was voorgedragen door minister Bert Koenders en zou hiermee Ernst Noorman opvolgen. Op 20 juli, de dag van de terugreis van Noorman naar Nederland, gaf het Surinaamse ministerie van Buitenlandse Zaken te kennen dat Van Leeuwen niet welkom was als ambassadeur. Toenmalig president Desi Bouterse gaf lange tijd geen verklaring voor de onverwachte terugtrekking van de accreditatie. Rond 7 november 2017 liet Bouterse in een debat in De Nationale Assemblée los dat hij de inmenging van Nederland niet wilde.
Van Leeuwen was vervolgens een jaar adviseur bij het directoraat-generaal Politieke Zaken / Commissie Postennet en werd in 2018 als ambassadeur uitgezonden naar de Angolese hoofdstad Luanda. Aansluitend is hij sinds 2021 ambassadeur in de Bengalese hoofdstad Dhaka.
Van Leeuwen is een enthousiast vogelliefhebber. 